# Очагова, Анастасия
Анастасия Очагова (29 ноября 1979, Кондинское, ХМАО) — российская биатлонистка, призёр чемпионата России, призёр чемпионатов мира и Европы среди юниоров. Мастер спорта России.

## Биография
На внутренних соревнованиях представляла Ханты-Мансийский автономный округ, населённые пункты Междуреченский и Ханты-Мансийск. Тренеры — Батраков А. В., Захаров В. П.. Серебряный призёр первенства России среди юниоров 1998 года в эстафете.
В 1999 году принимала участие в чемпионате мира среди юниоров в Поклюке, где стала серебряным призёром в эстафете в составе сборной России, а также заняла 20-е место в спринте и 10-е — в гонке преследования. На юниорском чемпионате Европы 1999 года в Ижевске стала серебряным призёром[уточнить].
На взрослом уровне завоевала бронзовую медаль чемпионата России в 1999 году в эстафете.
После окончания спортивной карьеры работала на руководящих должностях в компании, занимавшейся трудоустройством.